# Pentling
Pentling è un comune tedesco di 6 279 abitanti, situato nel land della Baviera.

## Storia

### Simboli
Lo stemma è stato approvato l'8 giugno 1979 e ricorda lo stretto legame tra la comunità di Pentling e il monastero benedettino di Sant'Emmerano di Ratisbona, che detenne a lungo il dominio locale e fu anche il più importante proprietario terriero delle ex comunità di Großberg, Hohengebraching, Pentling e Poign, che fanno parte di Pentling dal 1978. Come simbolo araldico, la fascia merlata rossa in campo d'argento si riferisce al castello di Pentling, che - già distrutto - passò a Sant'Emmerano nel 1329; il rosso e il bianco erano i colori dello stemma di Sant'Emmerano. La fascia d'oro rappresenta la strada romana da Augusta a Ratisbona, che attraversava il comune di Pentling. Il giglio d'argento su nero proviene dallo stemma personale dell'abate Anselm Godin (1725-1742).
Il gonfalone comunale è un drappo partito di rosso e di giallo.

## Amministrazione

### Gemellaggi
- Corciano
- Civrieux-d'Azergues